# Escape (Steuerzeichen)
Das Escape (ESC oder ^[, deutsch ungebräuchlich Fluchtsymbol, Unicode-Repräsentation: ␛) ist ein ASCII-Steuerzeichen (hexadezimal: \x1B, dezimal 27), das in einigen Ausgabegeräten eine Escape-Sequenz einleitet.
Falls das jeweilige Ausgabegerät, beispielsweise ein Terminal, dieses Steuerzeichen unterstützt, so erwartet es in der Folge weitere Zeichen. Das einleitende ESC-Zeichen und die folgenden Zeichen werden als Escape-Sequenz bezeichnet. Das Escape-Zeichen ist das erste Zeichen einer solchen Sequenz, folgende Zeichen sind Bestandteile dieser Sequenz und sind daher nicht als gewöhnliche Zeichen zu interpretieren. Abschlusszeichen markieren das Ende einer solchen Escape-Sequenz, mit dem das Gerät wieder zur normalen Interpretation von Zeichen zurückkehrt.
Ein früher Hinweis auf den Begriff „Escape-Zeichen“ findet sich um 1961 in den technischen Veröffentlichungen von Bob Bemer von IBM, dem die Erfindung dieses Mechanismus während seiner Arbeit am ASCII-Zeichensatz zugeschrieben wird. 1965 wurde das Zeichen mit der Norm ASA X3.4-1965 (genehmigt, nicht veröffentlicht) bzw. 1967 mit USAS X3.4-1967 (veröffentlicht) eingeführt. Escape-Sequenzen wiederum wurden später zu ANSI-Escape-Codes weiterentwickelt, die in der Norm ANSI X3.4-1968 enthalten sind.
Das Escape-Zeichen steht auch am Anfang jeder Befehlssequenz in der Printer Command Language. Zudem findet das Steuerzeichen in der Norm ISO/IEC 2022 Verwendung. Auf einem DEC-VT102-Terminal beispielsweise würde die Sequenz ^[, gefolgt von den druckbaren Zeichen [2;10H den Cursor dazu veranlassen, auf Zeile 2, Spalte 10 zu springen.
Die Escape-Taste auf Standard-PC-Tastaturen sendet, sofern der Empfänger – üblicherweise ein Terminal – das unterstützt, dieses Steuerzeichen, alternativ kann das Zeichen auch durch Strg+[ erzeugt werden.